# 서울 청룡사 산신도
서울 청룡사 산신도(서울 靑龍寺 山神圖)는 서울특별시 종로구 숭인동, 청룡사에 있는 대한제국시대의 산신도이다. 2005년 12월 29일 서울특별시의 문화재자료 제31호로 지정되었다.

## 지정사유
청룡사 산신도는 1902년에 금어비구(金魚比丘) 두흠(斗欽)이 그린 것으로, 가로로 긴 직사각형의 화면 중앙에 산수와 소나무를 배경으로 오른쪽을 향하여 앉아있는 산신을 중심으로 하여 호랑이, 동자가 간단하게 묘사된 구도를 보여준다. 이 산신도에 표현된 것과 같이 바위 위에 앉아 두 손을 나란히 무릎 위에 대고 측면을 향해 앉아 있는 산신의 모습은 서울 봉은사 산신도(1886년)및 김천 직지사 산신도(20세기)의 산신도에서도 볼 수 있는데, 그 중 봉은사 산신도는 경선 응석(慶船 應釋)등이 그린 것이고 직지사 산신도는 봉은사 산신도의 도상을 좌우를 바꾸고 일부 변화를 준 것으로 청룡사 사신도를 그린 두흠(斗欽)이 금어의 한 사람으로 참여하고 있는 것을 볼 때, 청룡사 산신도는 아마도 경선 응석(慶船 應釋)의 도상을 기본으로 한 것이 아닌가 생각된다.
또한, 가로로 긴 직사각형의 화면 중앙에 산수와 소나무를 배경으로 오른쪽을 향하여 앉아있는 산신을 중심으로 하여 호랑이, 동자가 간단하게 묘사된 구도를 보여주는데, 특히 배경의 소나무와 괴석, 불초, 구름, 폭포 등이 청록산수로 묘사되어 있는 등 19세기 말 ~ 20세기 전반 산신도의 특징을 잘 보여주고 있다. 이에 서울시 문화재자료로 지정하여 보호할 필요가 있다고 본다.

## 참고 자료
- 청룡사산신도 - 국가유산청 국가유산포털